# Ornitholestes
Ornitholestes fou un petit dinosaure teròpode que visqué al Juràssic superior a l'oest de Lauràsia (l'àrea que esdevindria Nord-amèrica). Fins avui, es coneix únicament per les restes parcials d'un crani i esquelet, trobat a prop de Como Bluff, Wyoming, l'any 1900, i descrit per Henry Fairfield Osborn l'any 1903.